# Панов Микола Миколайович
Панов Микола Миколайович (1903—1973) — російський письменник.

## З життєпису
Народився 1903 р. у м. Козловську в родині службовця. Закінчив Державний інститут журналістики (1922) і Московський державний університет ім. М.Ломоносова (1948). В дні Німецько-радянської війни служив офіцером Північного флоту, був воєнним кореспондентом. Друкувався з 1918 р. Автор повісті «В океані», роману «Палке бажання», сценарію українського фільму «Тінь біля пірса» (1955).
Нагороджений орденом Червоної Зірки. Був членом Спілки письменників Росії.